# Stoomgemaal Halfweg
Museum Stoomgemaal Halfweg is een stoomgemaal uit 1852, gelegen in het Noord-Hollandse Halfweg, aan de Ringvaart van de Haarlemmermeerpolder. Het is het oudste en grootste nog werkende schepradstoomgemaal ter wereld.

## Geschiedenis
De geschiedenis van stoomgemaal Halfweg is onlosmakelijk verbonden met die van de Haarlemmermeer. Met de droogmaking van dit meer, voltooid in 1852, raakte het Hoogheemraadschap van Rijnland 80% van zijn boezemcapaciteit kwijt. Om dit te ondervangen diende het water zo snel mogelijk naar zee afgevoerd te worden, ongeacht wind en tij. De enige serieuze optie hiervoor was boezembemaling met stoomkracht.
Rijnland bouwde hiertoe drie boezemstoomgemalen: in Spaarndam (1845), Halfweg (1852) en Gouda (1855), alle uitgevoerd als schepradgemalen. Omdat de droogmaking van het Haarlemmermeer een rijksproject was, mocht Rijnland de bouwkosten op het rijk verhalen. In 1880 werd in Katwijk nog een vierde gemaal toegevoegd, maar nu voor rekening van Rijnland zelf.

## Veranderingen
Stoomgemaal Halfweg sloeg het via de ringvaart aangevoerde water uit op een voorboezem, van waaruit het via een (vanaf 1884 twee) van de drie oude sluizen in de Spaarndammerdijk ter plekke oorspronkelijk afvloeide in het open IJ. Na de drooglegging van de IJpolders in 1872 vloeide het via Zijkanaal F af in het tegelijk met die drooglegging gegraven Noordzeekanaal.
Na de bouw in 1852 heeft het stoomgemaal twee ingrijpende veranderingen ondergaan, beide om de capaciteit ervan te vergroten: in 1888 en 1923. Maar in tegenstelling tot de andere boezemgemalen is het altijd met stoomkracht blijven werken. De laatste verandering betrof de installatie van een nieuwe stoommachine en stoomketels van Stork. Deze machine en een van de ketels zijn tot op de dag van vandaag aanwezig en bedrijfsvaardig; van de tweede ketel is de mantel gesloopt, zodat het binnenwerk zichtbaar is. De ketels zijn waterpijpketels. Dit type ketel stookt veel efficiënter dan een vlampijpketel, zoals die nog in het Stoomgemaal Arkemheen te zien is. Vanwege de nieuwe ketels is het dak verhoogd, wat aan de kopgevels nog duidelijk te zien is.
Het stoomgemaal is in bedrijf geweest tot 1977. In de 125 jaar actieve dienst heeft het in totaal 14 miljard kubieke meter water uitgeslagen en daarvoor 40.000 ton kolen verstookt. Na de buitendienststelling zou het oude gemaal gesloopt worden en de stoommachine naar Engeland verscheept worden. Dankzij een groep liefhebbers van stoom en van industrieel erfgoed, onder leiding van Frank IJsselmuiden, toen burgemeester van Haarlemmerliede en Spaarnwoude, is het dit lot bespaard gebleven en is het sinds 1986 in handen van de Stichting Vrienden Stoomgemaal Halfweg.
De functie van het gemaal is in 1977 overgenomen door een nieuw elektrisch Boezemgemaal Halfweg bij de Amerikahaven. Op het filmpje van Rijkswaterstaat is men al bezig om ten behoeve van het nieuwe gemaal de voorboezemdijk van het stoomgemaal weg te graven.

## Weer onder stoom
Na de redding is het gemaal als museum ingericht, is het in 1983 rijksmonument geworden en is het grondig gerestaureerd. Daarbij zijn ook de stoommachine en een van de stoomketels weer bedrijfsvaardig gemaakt. Met het opendraaien van de hoofdstoomafsluiter verrichtte op 10 juni 1987 prins Claus de openingshandeling van het gerestaureerde gemaal. Sindsdien draait het enkele dagen per jaar voor het publiek onder stoom. Voor zowel de exploitatie als het onderhoud drijft het op een team van vrijwilligers.
In maart 2018 werd de stoomketel afgekeurd. Dankzij fondsenwerving kon in 2019 een nieuwe ketel worden geplaatst, waarna het gemaal sinds mei 2019 weer onder stoom gebracht kon worden.

## Foto's

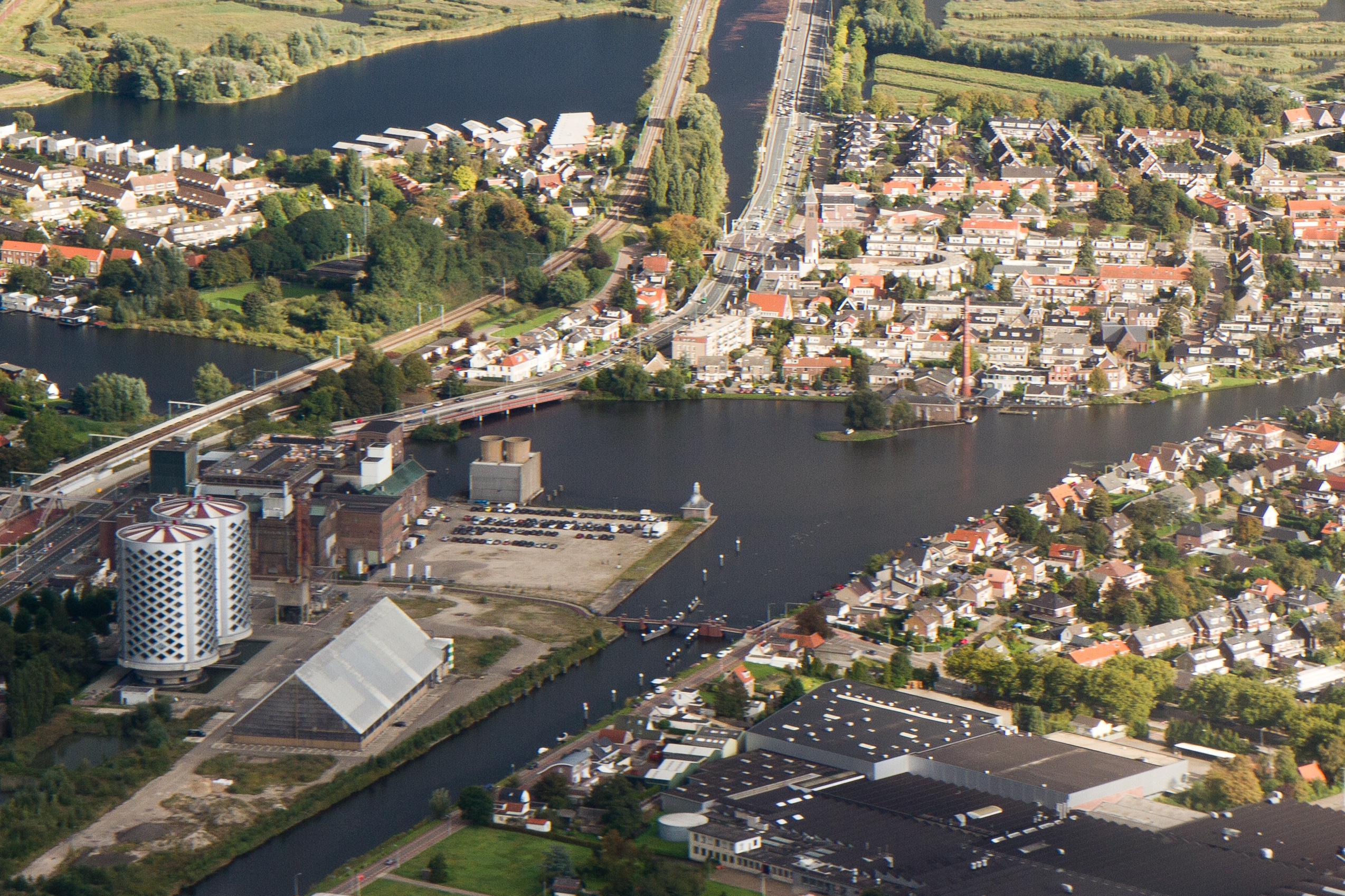
Luchtfoto van Halfweg. Het stoomgemaal bevindt zich rechts van het midden. Duidelijk is te zien dat het gemaal het water alleen maar kan rondpompen.
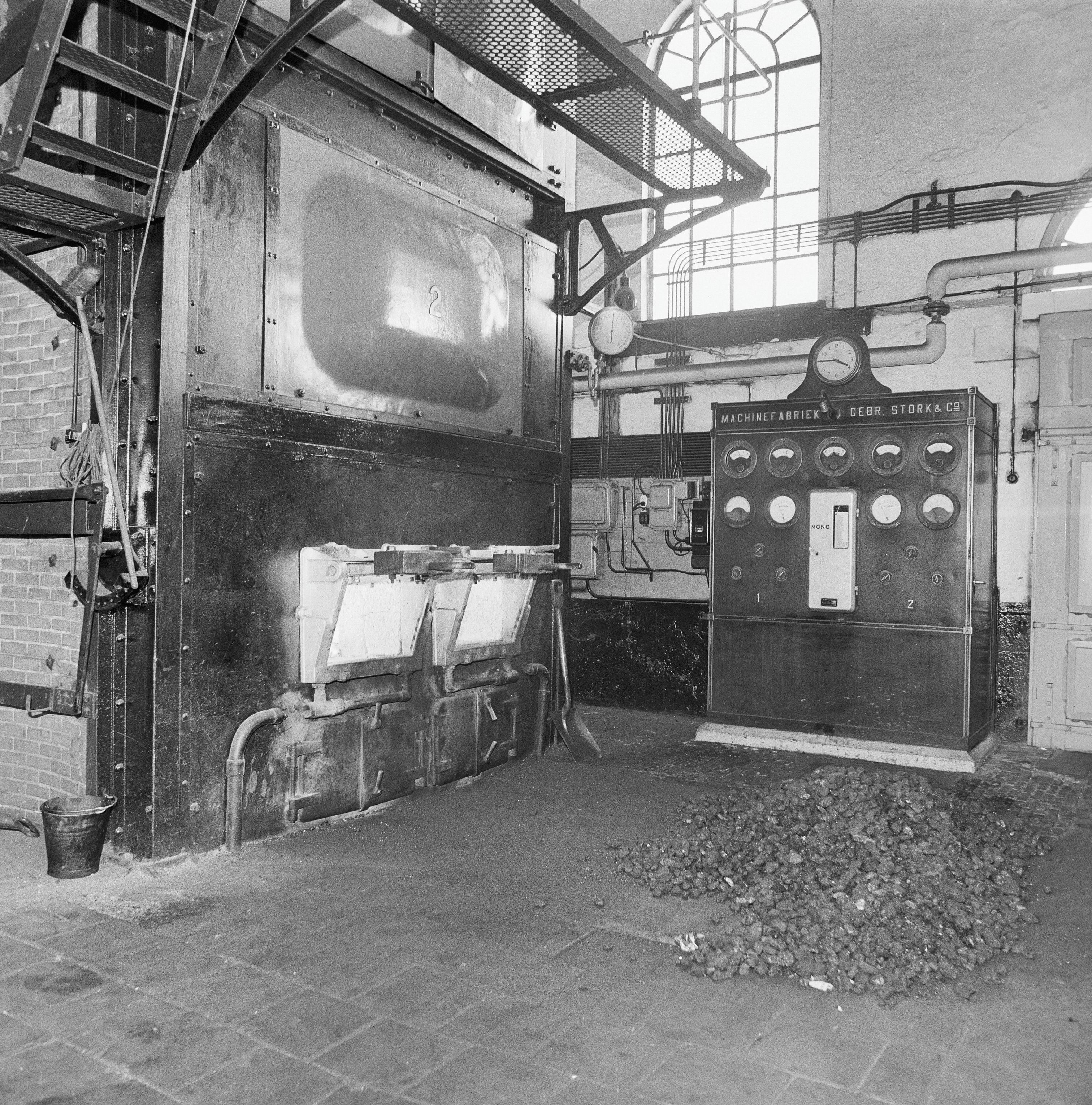
Interieur ketelhuis
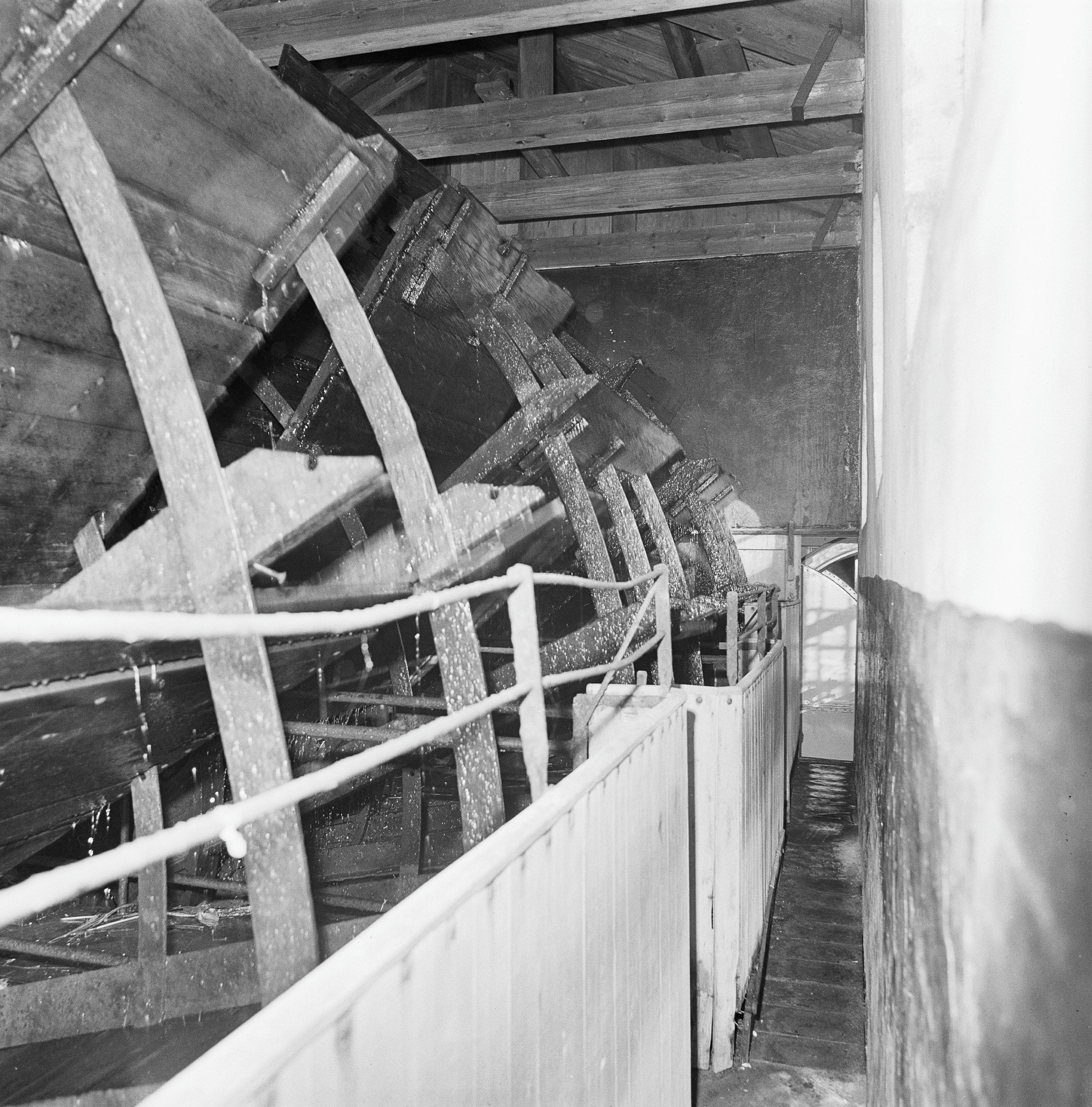
Schepraderen
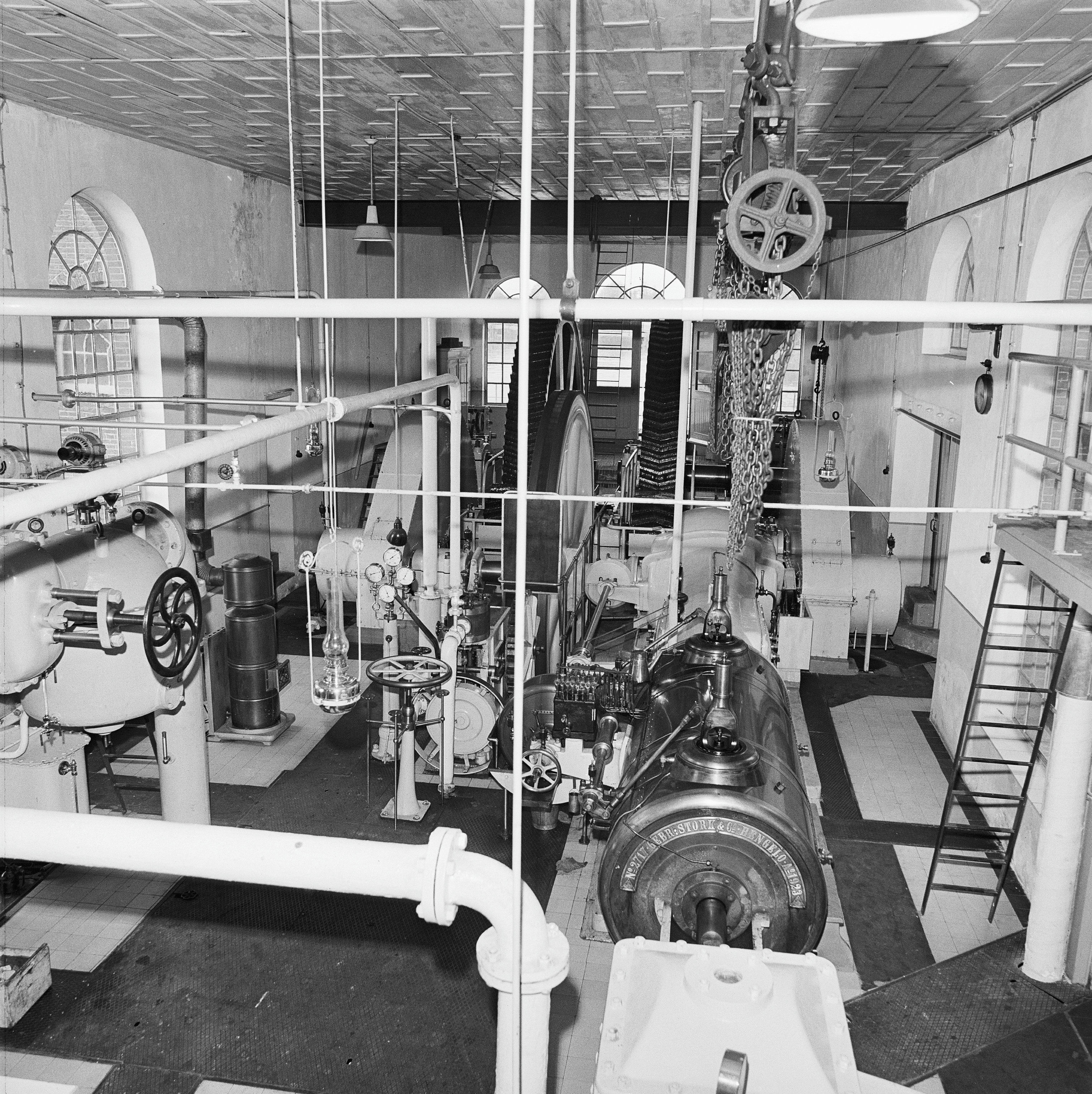
Machinekamer met op de voorgrond de stoommachine